# Etana
Etana va ser el tretzè rei de la primera dinastia de Kish a Sumer, segons el que diu la llista de reis sumeris. Portava l'epítet d'el Pastor, i va pujar al cel "unint tots els països estrangers". La llista li assigna un mític regnat de 1.560 anys (algunes còpies diuen 635). Si mai va governar ho va fer en una època posterior al diluvi, que està datat cap a l'any 2900 aC.
Es diu que va unificar els territoris de Sumer, Elam i altres territoris propers, i va estendre la cultura sumèria als països del sud.

## Mite
El Mite d'Etana el fa el personatge principal d'una llegenda mesopotàmica que explica que al no tenir fills va demanar ajuda als déus. El deu del sol Xamaix li va enviar una àliga i amb la seva ajuda va intentar arribar al cel per obtenir una planta que li permeti tenir el fill que el succeeixi al tron de Kix. El final del text original s'ha perdut, i existeixen diverses variants posteriors amb finals contradictoris. Segurament devia tenir un fill, perquè la Llista de reis sumeris diu que el va succeir el seu fill Balih.